# Бигъл
Вижте пояснителната страница за други значения на Бигъл.
Бигъл или бийгъл (на английски: Beagle) е порода средно големи кучета. Появяват се като ловджийски кучета в Англия през първата половина на 18век. Те живеят около 14 – 18 години. Обонянието им е силно развито. Ушите им са дълги и кадифено меки. Бигълът е дружелюбен и обича да си играе. Тази порода произлиза от хрътките.

## История
Бигълът е куче, което произлиза от Великобритания. Има дълга история датираща от времето на Хенри VIII. Отглеждан за лов, бигълът става много популярен в Съединените щати, като се превръща в най-популярната порода през 1950 г. Породата е регистрирана за пръв път в АКС през 1885 г.
За бигъла казват, че бил отглеждан отделно от големите фоксхаунди за лов на зайци, който се осъществявал пеш. Той все още се използва в групи, много често организирани от институции, включително колежи и училища.
По времето на Крал Хенри VIII и Кралица Елизабет I е имало острокосмести (желязна нишка) гончета, някои от които били достатъчно малки, за да се носят в джоба на ловното яке. Размерът се увеличил през годините, но понякога се раждат по-малки екземпляри от породата, наричани „джобни бигли“.

## Характеристика

### Общ вид
Здраво, компактно куче, оставящо впечатление на аристократичност без грубост.

### Важни пропорции
Дължината на главата, между тила и върха на носа се разделят от стопа, толкова равно, колкото е възможно. Височината на лактите е около половината от височината при холката.

### Поведение и темперамент
Весело ловно куче, чиято основна дейност е да ловува, предимно зайци, проследявайки следата. Смело, много енергично, издръжливо и решително. Бдително, интелигентно и умерено темпераментно. Дружелюбно и внимателно, без да показва агресия или страх.

### Стандарт на породата
- Глава: Задоволително дълга, мощна, без да бъде груба, по-елегантна при женските, ненамръщена и без гънки.
- Черепна област:
  - Череп: Леко купловиден, умерено широк, с лек връх.
  - Стоп: Добре изразен, разделящ дължината между тила и върха на носа, толкова равно, колкото е възможно.
- Лицева област:
  - Носна гъба: Широка, за предпочитане черна, но по-светла пигментация е допустима при светло оцветени кучета. Широки ноздри.
  - Муцуна: Не е чипа.
- Устни: Сравнително отпуснати.
- Челюст и зъби: Челюстите трябва да са здрави, с перфектна, симетрична и пълна ножична захапка, т.е. горните резци трябва плътно да припокриват долните и да са поставени отвесно на челюстите.
- Очи: Тъмнокафяви или с цвят на лешник, сравнително големи, нито хлътнали, нито изпъкнали, поставени доста отдалечено, с меко, трогателно изражение.
- Уши: Дълги, със заоблени върхове, стигащи почти до върха на носа, когато се издърпат напред. Ниско поставени, фини по структура и грациозно висящи плътно до бузите.
- Шия: Достатъчно дълга, за да позволява на кучето лесно да се навежда да души следата, леко извита, леко видима гуша.
- Тяло: Късо споено, но пропорционално.
- Горна линия: Права и равна.
- Поясница: Поясницата е мощна и гъвкава.
- Гърди: Ниски до под лактите. Ребрата са добре извити и добре разширени отзад.
- Корем: Без да е прекомерно прибран.
- Опашка: Здрава, умерено дълга, с бял връх. Високо поставена, носи се „весело“, но без извивка над гърба или наклонена напред от основата. Добре окосмена, особено в долната част.
- Крайници:
  - Предни крайници: Прави и отвесни, добре поставени под тялото, с доста субстанция и заоблени кости, без заострени лапи.
  - Плешки: Добре разлети назад, ненатоварени.
  - Лакти: Стегнати, без да са обърнати нито навътре, нито навън. Височината до лакътя е около половината от височина при холката.
  - Метакарпус: Къс.
  - Предни лапи: Стегнати и твърди. Добре вложени и добре подплатени. Не са заешки тип. Къси нокти.
- Задни крайници:
  - Бедра: Замускулени.
  - Колене: Добре сгънати.
  - Скакателни стави: Стегнати, доста ниски и паралелни една на друга.
  - Задни лапи: Стегнати и твърди, добри стави на пръстите и здрави възглавнички. Не са заешки тип. Къси нокти.
- Походка и движение: С устойчива задница, стегната без индикации на клатушкане. Свободни крачки, дълъг и прав разкрач напред, без подскоци; задните крайници са двигателните. Походката не трябва да е нито стегната отзад, нито загребваща, нито плитка отпред.
- Козина:
  - Косъм: Къс, гъст и водоустойчив.
  - Цвят: Трицветно (черно, жълтокафяво и бяло); синьо, бяло и жълтокафяво; язовича окраска; заешка окраска; лимонено и бяло; червено и бяло; жълтокафяво и бяло; черно и бяло; чисто бяло; С изключение на чисто бялото, всички изброени по-горе цветове могат да бъдат на петна. Никакви други цветове не са допустими. Върхът на опашката е бял.
- Размери:
  - Желателна минимална височина при холката 33 cm.
  - Желателна максимална височина при холката 40 cm.
- Забележка: Мъжките екземпляри трябва да имат два нормално развити тестиса, напълно спуснати в скротума.

Всяко отклонение от гореизложените параметри трябва да се разглежда като недостатьк, сериозността на който се оценява според неговата степен и ефекта му върху здравето и благосъстоянието на кучето и способността му да изпълнява традиционните си работни задължения. Има и дисквалифициращи недостатъци, като агресия или прекомерен страх, както и други физически или поведенчески аномалии.
Дата на публикация на валидния оригинален стандарт – 13 октомври 2010 г.
- Предназначение на породата – Гонче.
- Група 6 – Гончета, кръвоследници и сродни породи
- Секция 1 – Гончета
- Подсекция 3 – Малки гончета

## Характер
Жизнено, страстно малко куче, изпълнено с ентусиазъм и енергия, винаги готово за всякаква дейност, в която ще участва.
Всичко в породата създава впечатление за атлетизъм и няма по-добра гледка от група бигъли заети в преследване, техните глави ниско по следата, техните опашки устойчиво изправени нагоре, когато са концентрирани в преследването.
Игриво, с добър нрав и много общително, кучето бигъл е подходящо за хора с опит в отглеждането на кучета, защото може да са много своенравни. Кучетата от тази порода са подходящи и за семейства с деца, тъй като се разбират много добре с тях. Чувстват се добре в компанията на други кучета и обичат да преследват малки животни. Бигълът е изключително обичливо куче, което се наслаждава на времето прекарано със своето семейство. Винаги е щастлив, когато някой от семейството се прибира вкъщи, размахва опашка и го приветства с целувки.
Тренировките с последователен характер са жизненоважни за тази порода, защото в противен случай кучетата могат да станат упорити и трудно се подчиняват. Малкият бигъл обожава да дъвче, така че е препоръчително да не го оставяте сам вкъщи. Бигълът има жизнерадостен нрав и е страхотен другар. С непознати се държи резервирано, а неговата бдителност и лай го правят добро куче пазач. Това куче трудно се приучава на домашни навици. Изключително любопитен е и има навика да се отдалечава и изследва. Понякога неговото любопитство може да му докара неприятности и дори да го изложи на опасност. Обожава да копае и да се катери и би могъл да прокопае под оградата или да се изкачи по нея.
Бигълът обожава храната и се възползва от всеки удобен случай, за да си открадне нещо за ядене. Той има много голям апетит, което го прави склонен към затлъстяване.

## Външен вид
Съществуват две породни разновидности – гладкокосместа (с къс, гъст и фин косъм) и твърдокосместа (с остър, твърд и гъст косъм). При едната кучето достига 33 см, а при другата – 33 – 38 см. Теглото му варира между 7 и 14 кг в зависимост от височината му. Има къса, лъскава и гъста козина, която може да е бяла на цвят, жълтеникаво кафява и лимонено жълта, като най-често се среща в комбинация от черен, жълтеникаво кафяв и бял цвят. Късата, лъскава козина на бигъла не изисква особено голяма поддръжка. Бързо разресване и разтриване с влажна кърпа от време на време я поддържа в добро състояние. Необходимо е да се уверявате, че ушите му са сухи, за да избегнете инфекции. Козината му пада умерено.

## Здравословни проблеми и продължителност на живота
Продължителността на живот на бигъла е около 10 – 14 г. Съществуват редица болести, които засягат тази порода, включително проблеми с щитовидната жлеза, епилепсия, катаракт, глаукома, смущения в кръвообращението и др. Родителите на кучето трябва да имат CERF и OFA сертификати.
Тази порода не е особено предразположена към някакви заболявания. Освен склонността им да наддават твърде много, вие също трябва да следите за състояние, наречено синдром на Бигъл.
Това е много болезнено заболяване, причинено от възпаление на гръбначния мозък, менингите и кръвоносните съдове. За щастие, симптомите са лесни за разпознаване. Ако вашето кученце бигъл на възраст между 4 и 10 месеца изведнъж стане много спокойно или дори апатично, трябва незабавно да посетите вашия ветеринарен лекар. Състоянието може да се контролира с лекарства и при ранно лечение кучето ви трябва да се възстанови напълно без никакви дългосрочни последствия.

## Цветове
Така, както са разнообразни цветовите предпочитания в човешкото общество, цветовете при бигъла пораждат значителни спорове сред развъдчици, изложители и съдии. Съдиите, които не са специалисти по породата, често не знаят за широката вариативност при цветовете на бигъла и отдават своите предпочитания на традиционните „трицветни“ екземпляри. Въпреки че цветовите съдийски предпочитания във Великобритания, все още не са напълно изкоренени, те са установени в много по-голяма степен в някой европейски страни, Австралия, Нова Зеландия и САЩ.
Една от причините за казуса с цветовете е тълкуването на стандарта на породата, който гласи: „Всички познати цветове за гонче с изключение на цвят на черен дроб. Върхът на опашката е бял.“. Това означава, че няма никакви предпочитания към нито един от цветовете и техните комбинации, така също и тяхното разпределение и петнистост нямат значение, но се предпочита бял цвят на върха на опашката. С едно изключение – гончетата не може да имат неправилно оцветяване. Това изключение е цвят на черен дроб, който се счита за недопустим, тъй като често се придружава от много светли очи, или даже зелени очи с розови клепачи.
Сред признатите за гончетата цветове има три основни: черен, бял и жълтокафяв, всеки от които варира в оттенъци, даже черното и бялото. Общият брой комбинации, които може да се направят с тези 3 цвята са 14 и могат да бъдат разделени в следните групи:
- Три цвята (триколор, threecolour): Състои се от цели участъци от 3 основни цвята. Трицветните гончета са били и си остават най-разпространените, поради което всички ги смятат за традиционни. Трицветна окраска с големи бели петна се описва като „припламваща“ или „брилянтна“; голяма бяла площ, с черен гръб се нарича „чепрачена“. Типично описание за това оцветяване от един съдия не специалист е „куче на петна“.

- Два цвята (наричани с необичайното биколор, bicolours): Това оцветяване е много популярно във Великобритания и често притежава отлично качество. Бялото, като основен цвят, съчетано с рижо, което може да варира от бледо лимонено до наситено кестеняво.

- Бяло с бледо лимонено – лимонено-бяло (lemon&whites), по-ярките оттенъци на рижото – рижо-бяло (tan&whites). Ако рижият цвят има червеникав или оранжев оттенък, то става въпрос за червено-бяло (red&whites). Черно-бялото оцветяване е допустимо, но много рядко срещано.

- Един цвят: Единствения допустим цвят е белият. Рядко се среща, но към него могат да бъдат причислени кучетата с малки бледо-рижи петна, които са трудно различими от разстояние.

- Пъстро: Оцветяване на гончето, при което трите основни цвята са примесени и не са разположени в цели участъци, с изключение на бялото. В зависимост от това, какъв цвят преобладава, общият оттенък се изменя, като така се появяват няколко типа пъстри оцветявания: лимонено-пъстро (lemon-pied) – доминиращ лимонен или кремав цвят, примесен с черно и бяло; заешко пъстро (hare-pied) – повече рижо, отколкото черно и бяло, като на заек; и пъстро, като язовец (badger-pied) – при което оцветяване, основен е черният цвят. Пъстрото оцветяване се среща най-рядко.

- Петнисто: Подобно на трицветното и двуцветното оцветяване, но с неголеми черни и рижи точки, или петънца, из бялата козина. Оцветяването може да бъде описано, като трицветно петнисто (tricolour mottles), лимонено петнисто (lemon mottles), рижо петнисто (tan mottles), червено петнисто (red mottles).

- Трицветно петнисто: Преди много години в Южен Уелс и Южна Ирландия са се срещали кучета с черен цвят със синкав оттенък, които били наричани синьо-рижо-бели (blue-tan-white). Днес подобни екземпляри се срещат изключително рядко, но са наблюдавани няколко подобни в Австралия и САЩ. Тези синьо-рижо-бели кучета също така могат да са със сини петънца из бялото и са наричани синьо петнисти (blue mottles).

- Синьо петнисто: По-светъл нюанс на синьото, почти сив, се среща много рядко, но обичайно е съпровождан от светли очи. Синьо/сивият цвят не е правилен цвят, тъй като е изроден черен, поради което не трябва да се отнася към типичните цветове за гончета.

Необходимо е да се помни, че оцветяването на новородените кученца може да се променя. За пример: главата, ушите и раменете на трицветните кученца винаги са черни, но с течение на няколко седмици след раждането, те започват да порижевяват. По същия начин, нюансите на кремавото, кафявото или сивото по гърба скоро изчезват, а неголемите бели и рижи петна в черното, обичайно стават неразличими към 12-а седмица, за радост на развъдчиците. Не се съхраняват в течение на целия живот на гончето и тъмните черни петна. Със старостта те изсветляват и могат напълно да побелеят.
С изключение на белия връх на опашката, размерът, симетрията и разпространението на цвета нямат значение, но могат да създадат оптическа измама. Например широката бяла полоса на главата, спускаща се между очите, създава впечатление за много широка глава. Черният плащ от главата до опашката, значително удължават тялото. Бяло петно на гърба, може да създаде впечатление за неправилна горна линия, а рижите или черни петна по крайниците могат да създадат впечатление за отпуснати лакти, силно изразени ъгли или неправилни движения.